# Damià Roig i Fa
Damià Roig i Fa (Tarrés, Garrigues, 15 de maig de 1907 - Collblanc, Barcelona, 20 d'octubre de 2012) va ser un pintor català.
Nascut a Tarrés en el sí d'una família de quatre germans, de pares pagesos, ben aviat es traslladà a viure primer a Vimbodí, i amb l'arribada de la fil·loxera a principis del segle XX a França. Allà començà a pintanr i va treballar fins al 1932, any en què va tornar a establir-se a Catalunya, on va fer algunes exposicions i va vendre els seus primers quadres. Va exposar a Tarragona i a Reus al 1942, amb molt bona acollida de les seves obres. Entre el 1943 i el 1960, residint a Santa Coloma de Gramenet, va exposar diverses vegades a Barcelona a les Sales Velasco, Galeries Cristina i Gaspar, participant en diverses exposicions col·lectives. Però Damià Roig fou un home polifacètic, poeta, picapedrer, interessat per l'astrologia, cuiner, incondicional del vegetarianisme, que va viure a diferents països al llarg de la seva vida.
L’any 1960 es va establir a Suïssa, on va seguir pintant fins al 1963, quan va tornar a Santa Coloma de Gramenet. Llavors va treballar durant 6 anys fent les pintures murals de la Parròquia de Sant Andreu del Palomar, amb el pintor Josep Verdaguer i Coma. Fou membre fundador de l’acadèmia d’art “Els Coloristes”, grup pictòric colomenc, conjuntament amb Ricard Rex, Antoni Boronat i Sebastià Folch, entre d'altres. Va dedicar-se com a professor a l'ensenyament de la pintura, i realitzà nombroses exposicions individuals i col·lectives. Va viure durant uns anys a Blanes, on va fer una extensa obra pictòrica amb paisatges marins. Part de la seva vida estigué en contacte amb Vimbodí i Poblet a la Conca de Barberà, localitat on encara avui segueix en actiu l'escola de pintura que porta el seu nom, de la qual va ser professor durant diversos anys.
L'any 2003 Damià Roig va fer donació d'una bona part de la seva obra pictòrica a l'Ajuntament de Tarrés, amb un total de 1.162 quadres, constituits per retrats, paisatgez, marines, flors, bodegons i imatges urbanes. L'any 2009 es va procedir a una primera catalogació i digitalització del fons, i l'any 2014 es realitzà una catalogació definitiva i l'habilitació d'un espai dins l'Arxiu Municipal on es va depositar el fons.
Més enllà de la seva faceta i activitat com a pintor, de la qual va haver de retirar-se per culpa de la seva progressiva ceguesa, Damià Roig destacà tambe per haver córregut la cursa popular més multitudinària d'Europa els últims 15 anys de la seva vida, la Cursa d'El Corte Inglés de Barcelona.
El poble de Vimbodi i Poblet li va retre un homenatge el diumenge 13 de novembre de 2016 amb la projecció del documental "Encara viu aquest home?". Es tracta d'un muntatge audiovisual elaborat per la productora Plaetix, i dirigit per Raimundo Morte, on es mostra el seu recorregut vital.